# Голер
Голер (енгл. Gawler) је град Аустралији у савезној држави Јужна Аустралија. Према попису из 2006. у граду је живело 20.006 становника.

## Становништво
Према попису, у граду је 2006. живело 20.006 становника.
| 1991.  | 1996.  | 2001.  | 2006.  |
| ------ | ------ | ------ | ------ |
| 20,371 | 16,837 | 15,484 | 20,006 |